# Koninklijk Aardrijkskundig Genootschap van Antwerpen

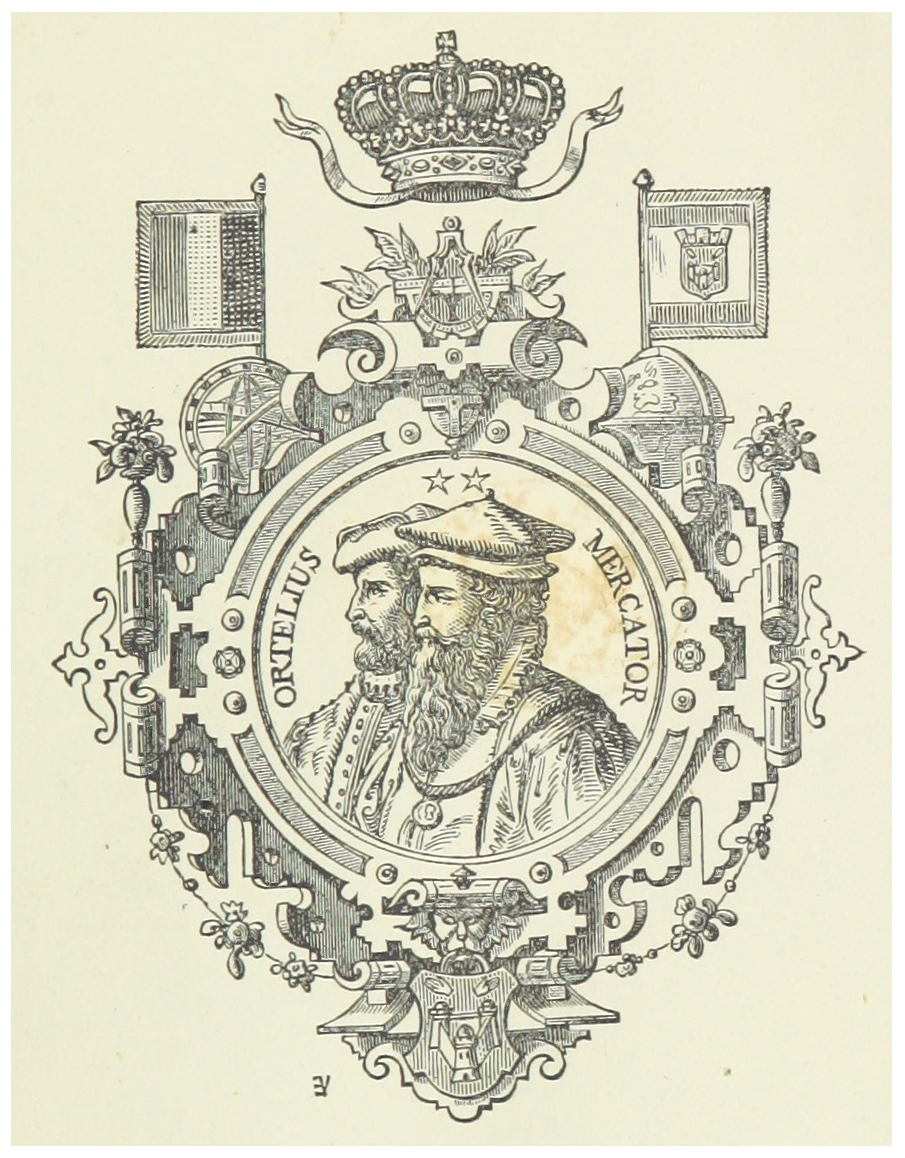
Emblema KAGA

Het Koninklijk Aardrijkskundig Genootschap van Antwerpen (KAGA) was een vereniging die in 1876 gesticht werd op instigatie van  koning Leopold II, oorspronkelijk met economische en politieke bedoelingen, maar die in de loop van haar bestaan ook een groot aantal wetenschappelijke projecten realiseerde. Het KAGA werd ontbonden in 2013.

## Achtergrond
In het laatste kwart van de 19de eeuw werden in Europa talrijke aardrijkskundige congressen gehouden en aardrijkskundige genootschappen opgericht. Een combinatie van factoren leidde daartoe:
- een nieuwe golf van koloniale expansie en bijhorend imperialisme;
- een tweede industriële revolutie, die de zoektocht naar grondstoffen en afzetgebieden stimuleerde;
- talrijke nieuwe wetenschappelijke ontdekkingen, die tot een sterk verbreid geloof in de vooruitgang leidden, met name bij de burgerij, die hoe langer hoe meer politieke macht verwierf.

Ook in Antwerpen werden tussen 1870 en 1875 verscheidene initiatieven genomen om de aardrijkskunde onder de aandacht te brengen. In navolging van en in samenwerking met buitenlandse genootschappen kwamen in de Scheldestad internationale congressen tot stand. Met name Charles-Xavier Sainctelette en Charles-François d'Hane de Steenhuyse argumenteerden dat geografische studie handel en nijverheid ten goede zou komen. Koning Leopold II steunde deze activiteiten, die nuttig konden zijn voor de realisatie van zijn plannen voor de opbouw van een koloniaal rijk, plannen die overigens op onverschilligheid en zelfs weerstand stuitten. In 1876 organiseerde hij een internationale conferentie, die aansloot bij het internationaal congres van Parijs (1875). 

## Geschiedenis van het KAGA
In het verlengde hiervan kwamen de aardrijkskundige genootschappen van Brussel en Antwerpen tot stand, beide in 1876. Ook deze initiatieven gingen uit van de koning, en hij deed hiervoor vooral een beroep op Charles-François d'Hane de Steenhuyse, die wel op de achtergrond bleef. Op het terrein zetten Charles Ruelens, de latere conservator van de handschriftenverzameling van de Koninklijke Bibliotheek, dr. Jan Van Raemdonck, voorzitter van de Oudheidkundige Kring van het Land van Waes en ijveraar van een standbeeld voor Gerard Mercator, Pieter Génard, stadsarchivaris, en generaal Henri Emmanuel Wauwermans, de spilfiguur in deze groep, zich in voor de realisatie van dit project.
De statuten van het KAGA werden goedgekeurd op 2 november 1876; Wauwermans werd de eerste voorzitter. Zes jaar later mocht het genootschap zich Koninklijk noemen. In 1949 werd het KAGA een vereniging zonder winstoogmerk met het oog op het verwerven van het Orteliushuis aan de Kloosterstraat. Die verkoop ging niet door; de stad werd eigenaar maar stelde een deel van het pand ter beschikking van het KAGA. 
Gedurende honderd jaar schommelde het aantal leden gemiddeld rond de vijfhonderd. Het genootschap ontplooide een waaier van activiteiten: voordrachten, tentoonstellingen en openbare manifestaties. 
Ontdekkingsreizigers, Henry Morton Stanley als eerste, werden ontvangen en gevierd; de laatste, in 1973, was Walter Schirra. Ook Belgische pioniers mochten niet ontbreken, zoals André Dumont, Auguste Piccard (een Zwitser, maar hoogleraar aan de ULB) en Adrien de Gerlache; het KAGA steunde trouwens diens poolexpeditie.
In 1881 schonk het KAGA een stel grote wandkaarten aan de beurs om het beursgebouw te sieren, en in 1902, naar aanleiding van haar 25-jarig bestaan, organiseerde het in de feestzaal van de dierentuin een indrukwekkende aardrijkskundige tentoonstelling met 310 exposanten.
Al die jaren stond de belangstelling voor Afrika en inzonderheid de kolonie op de voorgrond. Met de Gerlache viel de klemtoon ook op de poolgebieden, en op de Antwerpse sprekerstribune wisselden alle belangrijke poolreizigers elkaar af.

### Het tijdschrift van het KAGA
Bovenal maakte het KAGA zich verdienstelijk door de publicatie van zijn Bulletin de la Société Royale de Géographie d'Anvers – Tijdschrift van het Koninklijk Aardrijkskundig Genootschap van Antwerpen. Weerom was de oorspronkelijke bedoeling de vulgarisatie van geografische verworvenheden en het propageren van de koloniale gedachte om zo handel en nijverheid te stimuleren en de belangen van het hof en zijn entourage te dienen. Het tijdschrift bracht vooral reisverhalen, artikels over economische aardrijkskunde en over geschiedenis, maar ook rapporten van diplomaten, samenvattingen van licentiaatsverhandelingen (via prof. J. Halkin van de Luikse universiteit), kronieken en boekbesprekingen. Ook vandaag blijft het tijdschrift een verrassend rijke informatiebron, voornamelijk voor de economische en koloniale geschiedenis.

## Het einde van het KAGA
Na meer dan honderd jaar nam de belangstelling af en op 16 april 2013 werd het KAGA ontbonden. Op aansturen van de toenmalige voorzitter, burggraaf  René Marie Frédégand della Faille de Waerloos, werd op 6 mei 2013 een overeenkomst gesloten met de Universiteit Antwerpen voor de overdracht van het patrimonium van het KAGA. Het archief, thans in de universiteitsbibliotheek, is enkel na voorafgaandelijke toelating te consulteren.